# Walter Sachers
Walter Sachers (* 2. Februar 1954 in Innsbruck) ist ein österreichischer Schauspieler.

## Leben
Walter Sachers erhielt von 1977 bis 1979 eine Schauspielausbildung an der Salzburger Elisabethbühne, anschließend bis 1981 am Lee Strasberg Theatre and Film Institute in New York City. 
Engagements führten ihn zunächst ans Stadttheater Würzburg und an die Städtische Bühnen Regensburg, später folgten Auftritte am Hamburger Ernst-Deutsch-Theater, am Stadttheater Bruneck, am Landestheater Tübingen, bei den Tiroler Volksschauspielen Telfs und den Wiener Festwochen.
Im Film American Beauty Ltd. hatte er 1989 eine Hauptrolle, der Film war 1990 beim Deutschen Filmpreis als Bester Spielfilm nominiert. In der ORF/ZDF-Fernsehserie Die Leute von St. Benedikt spielte er 1993 die Rolle des Stefano. 1994 war er gemeinsam mit Martin Flür Mitbegründer des Schauspielforums Tirol, der späteren Schauspielschule Innsbruck, deren Leitungsteam er bis 2009 angehörte. Am Tiroler Landestheater Innsbruck war er 13 Jahre lang engagiert.

### Salzburger Landestheater
Seit der Saison 2012/13 ist am Salzburger Landestheater zu sehen, zunächst als Gast, seit der Spielzeit 2013/14 als fixes Ensemblemitglied. Dort spielte er etwa in der Uraufführung der Bühnenfassung von Der Trafikant den Trafikanten Otto Trsnjek, in der Dreigroschenoper den Bettlerkönig Peachum, in Kabale und Liebe den Miller und in Hamlet den Polonius, außerdem war er in Bekenntnisse des Hochstaplers Felix Krull und der Uraufführung von Wir gründen eine Bank zu sehen. Im Februar 2019 feierte er als Zauberkönig in Geschichten aus dem Wiener Wald Premiere. Im März 2019 verkörperte er in den Kammerspielen des Landestheaters in der Uraufführung von papier.waren.pospischil von Theodora Bauer die Rolle des Polizisten Heinrich.

## Filmografie (Auswahl)
- 1985: Waldsterben (Kurzfilm)
- 1985: Nur Fliegen ist schwerer
- 1986: Hunger (Kurzfilm)
- 1986: Der wilde Clown
- 1989: American Beauty Ltd.
- 1991: Der Fahnder – Zwei Schlüssel
- 1993: Die Leute von St. Benedikt
- 1993: Zug um Zug
- 1993: Rutt Deen
- 1994: Der Bergdoktor – Die Falle
- 1996: Anwalt Abel – Ihre Zeugin, Herr Abel
- 1996: Ärzte: Dr. Schwarz und Dr. Martin – Schicksale
- 1996: Gefährliche Freundin
- 1996: Flucht (Kurzfilm)
- 1997: Schwarzfahrer
- 2005: SOKO Kitzbühel – Der Flug der Adler
- 2005: Tatort: Der Teufel vom Berg
- 2006: Die Rosenheim-Cops – Die Leiche im Moor
- 2006: In 3 Tagen bist du tot
- 2007: Allein unter Bauern – Der Papagei von Acapulco
- 2008: Die Jahrhundertlawine
- 2008: SOKO Kitzbühel – Diamantenmord
- 2009: Der Bär ist los! Die Geschichte von Bruno
- 2009: SOKO Kitzbühel – Tödliche Hostie
- 2009: Totentanz
- 2011: Schandmal – Der Tote im Berg
- 2012: SOKO Donau – Ganz unten
- 2012: Stille Nacht
- 2013: Unheil in den Bergen
- 2016: Universum History – Salzburg – Ein Land für sich
- 2017: Trakehnerblut
- 2018: Der Bergdoktor – Lebensangst
- 2020: Hochwald
- 2023: Sisi (Fernsehserie)
- 2024: Der Spitzname
- 2025: Der Alte – Alles weg